# Another Day (álbum de Axxis)
Another Day (en español: Otro día) es un EP de la banda alemana de heavy metal Axxis y fue publicado por EMI Music en 1995.
Esta producción numera cuatro canciones de álbumes anteriores de la agrupación; «Another Day», «Touch the Rainbow» y «C'est La Vie», siendo el primero el que se repite dos veces.  Además, tres de las cuatro son en versión acústica, mientras que la cuarta es la melodía homónima de la edición de estudio.

## Lista de canciones
| Side one |                                        |                                                                |          |  |
| N.º      | Título                                 | Escritor(es)                                                   | Duración |  |
| 1.       | «Another Day» (versión acústica)       | Bernhard Weiss / Walter Pietsch / Harry Oellers / Robert Mason | 3:20     |  |
| 2.       | «Touch the Rainbow» (versión acústica) | Walter Pietsch                                                 | 2:23     |  |
| 3.       | «C'est La Vie» (versión acústica)      | Weiss / Pietsch / Oellers                                      | 2:31     |  |
| 4.       | «Another Day» (edición de estudio)     | Weiss / Pietsch / Oellers / Mason                              | 4:24     |  |

## Créditos
- Bernhard Weiss — voz
- Walter Pietsch — guitarra acústica y guitarra eléctrica
- Markus Gfeller — bajo
- Richard Michalski — batería
- Harry Oellers — teclados